# ウカヤリ県
ウカヤリ県（ウカヤリけん、スペイン語: Región de Ucayali）は、ペルーを構成する24の県の1つである。県都はプカルバ。

## 隣接する県
- ロレート県
- アクレ州
- マードレ・デ・ディオス県
- クスコ県
- フニン県
- パスコ県
- ワヌコ県

## 行政区画
行政区画は4つの郡（英語：provinces。スペイン語：provincias、単数：provincia）に分けられる。それらは14の地区（英語：districts。スペイン語：distritos、単数：distrito）から構成される。
郡は以下の通りである。
| No | 郡名             | 中心地    | 図 |
| -- | ---------------- | --------- | -- |
| 1  | Atalaya          | Atalaya   |    |
| 2  | Coronel Portillo | プカルパ  |    |
| 3  | Padre Abad       | Aguaytía  |    |
| 4  | Purús            | Esperanza |    |